# 达布莱宗机场

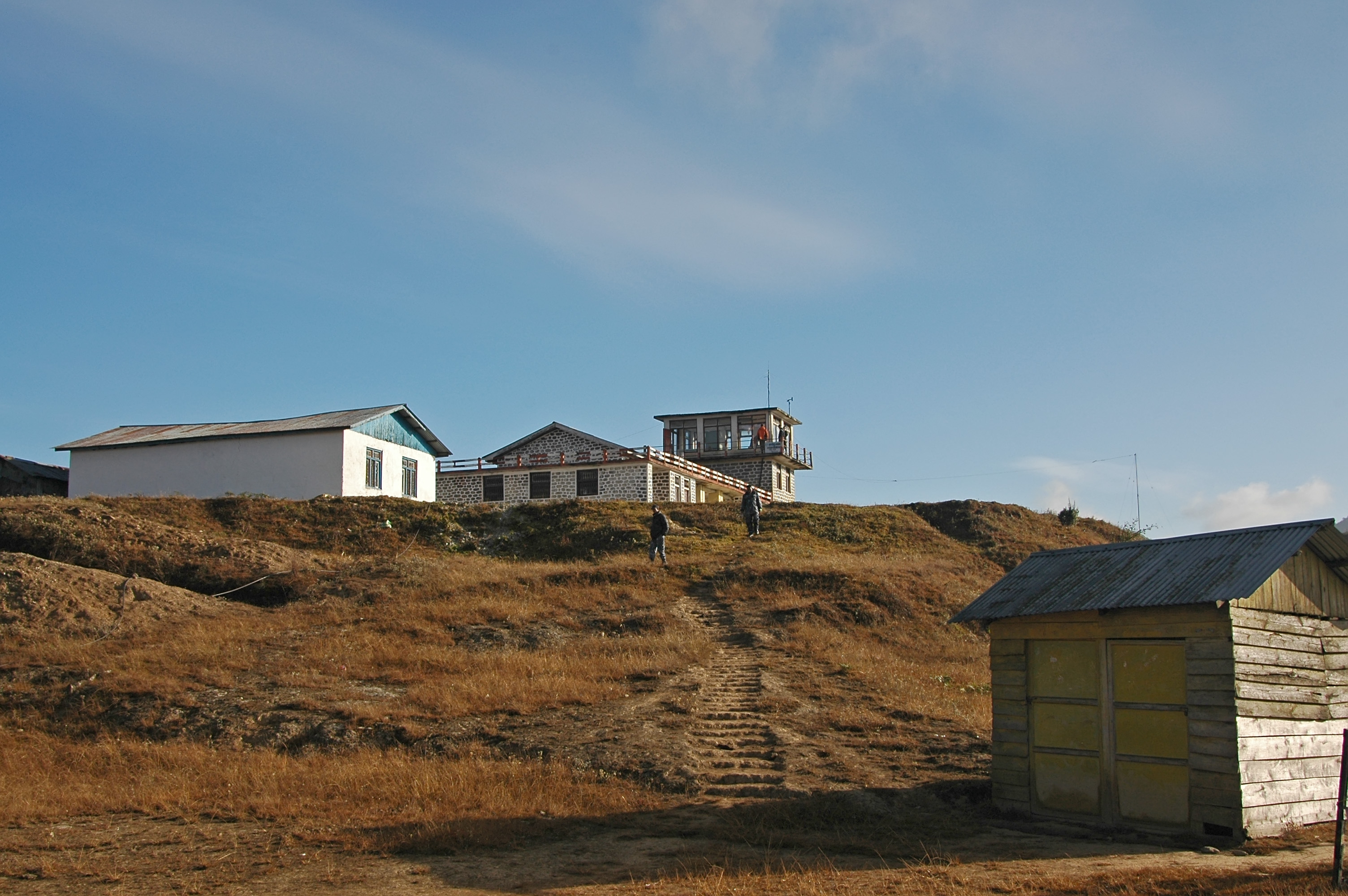
达布莱宗机场塔台

达布莱宗机场，又被称作苏克塔尔机场（Suketar Airport）， 是一座位于尼泊尔戈希省达布莱宗区蓬灵的国内机场。这座机场是游客前往干城章嘉峰保护区和巴蒂帕拉德韦寺的最主要途径。

## 历史
达布莱宗机场于1976年投入使用。在重新铺设沥青跑道后，机场于2016年重启运营。2018年，有关部门再一次公布了升级机场跑道的计划。

## 航空公司与航线
| 航空公司   | 目的地                          |
| ---------- | ------------------------------- |
| 尼泊尔航空 | 加德满都                        |
| 顶峰航空   | 加德满都                        |
| 西塔航空   | 加德满都（2023年1月18日起恢复） |
| 塔拉航空   | 加德满都（包机）                |

## 事故
2019年2月27日，一架王朝航空的欧直AS350松鼠一型直升机在达布莱宗区坠毁。涉事客机载有6名乘客和1名机师，原定由达布莱宗区前往德拉通区。直升机在达布莱宗起飞时，天气恶劣，下雨下雪。根據《加德滿都郵報》的報導，直升機機師曾報告指达布莱宗机场附近出現大降雪，「不能降落」。事故造成机上7人全部身亡，包括旅游及民航部长拉宾德拉·普拉萨德·艾德希卡里。